# Luang Por Dhammajayo
Dhammajayo (tiếng Thái: ธมฺมชโย, RTGS: Thammachayo, sinh ngày 22 tháng 4 năm 1944), còn được biết đến bởi tên gọi Chaiyabun Suddhipol tiếng Thái: ไชยบูลย์ สุทธิผล RTGS: Chaiyabun Sutthiphon và danh hiệu tôn giáo trước đây của ông là Phrathepyanmahamuni (tiếng Thái: พระเทพญาณมหามุนี) RTGS: Phrathepyan Mahamuni) là một nhà sư Phật giáo Thái Lan.
Ngài là trụ trì của chùa Wat Phra Dhammakaya, nơi ông giữ cho đến năm 1999 và một lần nữa từ năm 2006 đến tháng 12 năm 2011. Trong tháng 12 năm 2016, ông được bổ nhiệm làm trụ trì ngôi chùa. Ông cũng là chủ tịch Tổ chức Dhammakaya. Ngôi đền và nền móng là một phần của Phong trào Đức hamamaya. Ông là một sinh viên của Maechi Chandra Khonnokyoong và là giáo viên nổi tiếng nhất của thiền Dhammakaya.
Ông đã bị chỉ trích nặng nề và một số phản ứng của chính phủ. Mặc dù những tranh cãi này, ông vẫn tiếp tục là "có lẽ về mặt chính trị, kinh tế, giáo dục và xã hội liên quan đến các nhà sư trong giai đoạn hiện đại" (McDaniel).:110

## Tuổi thọ và nền tảng
Luang Por Dhammajayo sinh ra tại tỉnh Sing Buri với tên là Chaiyabun Sutthiphon vào ngày 22 tháng 4 năm 1944, với Janyong Sutthiphon (cha của ông) và Juri Sutthiphon (mẹ ông).:20Cha mẹ anh là Lao Sông và Thái-Trung, và tách ra khi còn trẻ. Chaiyabun đã được nuôi dưỡng bởi cha mình, một kỹ sư làm việc cho một cơ quan chính phủ.:33 Do sự nhạy cảm với ánh sáng mặt trời nên Chaiyabun phải đeo kính râm từ khi còn nhỏ.
Trong các ấn phẩm của Wat Phra Dhammakaya, Chaiyabun được mô tả là một đứa trẻ can đảm, người thường chơi các trò chơi nguy hiểm với bạn bè. Nó cũng được mô tả ông đôi khi có tầm nhìn tiên đoán. Trong khi học tại Suankularb Wittayalai, chủ nhân của trường sẽ mang Chaiyabun thường xuyên đến Cung điện Sra Prathum, nơi ông sẽ gặp các nhà sư. Điều này đã làm dấy lên mối quan tâm của ông đối với Phật giáo từ khi còn trẻ. Ông thành lập một Hiệp hội Thanh niên Phật giáo cùng với các bạn đồng tu.:24–7:48 Chaiyabun đã phát triển mạnh mẽ trong việc đọc, đặc biệt là trong sách về thực hành Phật giáo và tiểu sử của những người dẫn đầu trên thế giới, cả tôn giáo lẫn chính trị.:33 Ông đã đọc cuốn sách với lời dạy của Luang Pu Sodh Candasaro và một tạp chí về Maechi Chandra Khonnokyoong.
Năm 1963, khi ông theo học khoa Kinh tế của Đại học Kasetsart, ông bắt đầu thăm Wat Paknam Bhasicharoen. Chính ở đây ông đã gặp Maechi Chandra, học viên của vị sư trụ trì Luang Pu Sodh Candasaro, người đã qua đời. Maechi Chandra đã có thể trả lời những câu hỏi sâu sắc của Chaiyabun, khiến anh ta tò mò muốn tìm hiểu thêm thông qua thực hành thiền định. Dưới sự giám sát của Maechi Chandra, Chaiyabun đã đạt được một sự hiểu biết sâu sắc hơn về Phật giáo.
Chaiyabun đã biết nhiều bạn đồng tu của cả hai trường Đại học Kasetsart và các trường đại học khác đã quan tâm đến việc thực hành thiền, và khuyến khích họ tham gia vào việc học thiền với Maechi Chandra. Một trong những người quen sớm sau đó đã trở thành một tu sĩ Phật giáo và trợ lý của Luang Por Dhammajayo trong nỗ lực thành lập một trung tâm thiền định: Phadet Phongsawat, từ khi được phong chức là Luang Por Dattajivo, Phó Chư Tăng của Chùa Wat Phra Dhammakaya. Vào thời điểm Chaiyabun gặp Phadet, Phadet đã tham gia thực hành phép thuật đen (tiếng Thái: ไสยศาสตร์) Và thường tổ chức các cuộc biểu tình công cộng cho các sinh viên của mình. Trong các tiểu sử của Wat Phra Dhammakaya, người ta nói rằng mỗi lần Chaiyabun tham gia để xem một trong các cuộc biểu tình của Phadet, phép thuật sẽ không hoạt động. Phadet vì vậy trở nên tò mò về Chaiyabun. Khi Phadet thuyết phục Chaiyabun uống rượu trong bữa tiệc của một sinh viên, Chaiyabun từ chối, trích dẫn việc tuân thủ năm giới luật Phật giáo. Để kiểm tra Chaiyabun, Phadet sau đó đã quyết định đưa anh ta đến với thầy giáo ma thuật đen của mình. Tuy nhiên, ngay cả giáo viên cũng không thể sử dụng quyền hạn của mình trong sự hiện diện của Chaiyabun, điều này đã thuyết phục Phadet tìm hiểu thêm về thiền Dhammakaya từ Chaiyabun. Đây là một bước ngoặt, và từ thời điểm đó ông luôn là học sinh và trợ lý của Chaiyabun.

## Lễ tỳ kheo
Trong những năm đại học của mình, Chaiyabun muốn ngừng nghiên cứu của mình để thọ giới như một tu sĩ. Maechi Chandra và cha của Chaiyabun thuyết phục anh ta hoàn thành bằng cấp của mình, lập luận rằng Chaiyabun có thể mang lại nhiều lợi ích cho xã hội nếu anh ta vừa am hiểu về các vấn đề trần tục và các vấn đề tâm linh. Trong những năm đại học của mình, ông đã tuyên thệ về sự độc thân suốt đời như một món quà sinh nhật cho Maechi Chandra. Đây là nguồn cảm hứng cho nhiều sinh viên của Maechi Chandra, nhiều người trong số họ đã thề trong những năm tiếp theo. Sau khi tốt nghiệp Đại học Kasetsart bằng cử nhân về kinh tế, ông được thọ giới tại Wat Paknam Bhasicharoen vào ngày 27 tháng 8 năm 1969, và nhận được chữ "Dhammajayo", có nghĩa là "Người chiến thắng qua Pháp". Năm 1969, một bằng đại học ở Thái Lan là một sự đảm bảo rằng ai đó sẽ có được một vị trí tốt trong xã hội, điều đó làm cho quyết định của Chaiyabun thay thế thay vì nổi bật.
Sau khi thụ phong, ngài bắt đầu dạy thiền Dhammakaya cùng với Maechi Chandra. Ban đầu, các khóa thiền được thực hiện trong một ngôi nhà nhỏ gọi là 'Ban Thammaprasit' trong khu phức hợp Wat Paknam Bhasicharoen. Do sự phổ biến của cả giáo viên, số lượng người tham gia tăng lên và họ cho rằng thích hợp hơn để tự mình bắt đầu một ngôi chùa mới. Mặc dù ban đầu họ ước tính có một mảnh đất ở Patum Thani, chủ nhà đất Khunying Prayat Suntharawet đã đưa ra một kế hoạch gấp bốn lần kích thước yêu cầu để chào mừng sinh nhật của cô. Do đó, vào ngày 20 tháng 2 năm 1970, Maechi Chandra, Phra Dhammajayo, Phra Dattajivo và các sinh viên của họ di chuyển đến mảnh đất 196 rai (313.600 m2) để tìm ra trung tâm thiền định. Một quyển sách về sáng kiến này được biên soạn, truyền cảm hứng cho mọi người tham gia và giúp đỡ: 1102-3 Họ đã biến trang web thành một khu rừng cây xanh với hệ thống kênh rạch. Địa điểm này sau đó được đặt tên là Wat Phra Dhammakaya.

## Cuộc sống như là trụ trì

### Thiền sư
Luang Por Dhammajayo hầu hết được biết đến với những lời dạy của Ngài về thiền Dhammakaya. Trong cách tiếp cận tuyên truyền Phật giáo, ông đã nhấn mạnh trở lại với một Phật giáo thuần khiết, như nó đã từng xảy ra trong quá khứ. Ông cũng phản đối phép thuật bảo vệ và tiên báo như là dấu hiệu cho thấy Phật giáo đang xấu đi.112 LP Dhammajayo được biết đến với phong cách hiện đại của quản lý đền thờ và hình tượng. Nhiều tín đồ trong đền thờ tin rằng các dự án của ông là một sản phẩm của tầm nhìn của ông trong thiền định.
Trong giai đoạn đầu, Maechi Chandra vẫn đóng vai trò quan trọng trong việc gây quỹ và ra quyết định. Trong những năm tiếp theo, điều này sẽ dần dần trở nên ít hơn, khi cô lớn lên và rút lui nhiều hơn so với tổ chức của ngôi chùa và Luang Por Dhammajayo nhận vai trò lớn hơn. Đền đã trở nên phổ biến trong suốt những năm 1980 (trong thời kỳ kinh tế châu Á bùng nổ), đặc biệt là trong tầng lớp trung lưu giàu kinh doanh và có trình độ cao, chủ yếu là chủ doanh nghiệp nhỏ và các nhà công nghệ có nguồn gốc Trung-Thái. Tiền sử và công chức cao cấp cũng bắt đầu thăm đền.:41, 662 Năm 1995, Wat Phra Dhammakaya thu hút sự chú ý của quốc gia khi một Lễ hội Magha Puja được phát sóng trực tiếp trên truyền hình, với vị vương triều Vajiralongkorn là chủ tịch của buổi lễ.
Wat Phra Dhammakaya trở nên nổi tiếng vì sự nhấn mạnh vào thiền định, đặc biệt là thiền định samatha (thiền định hướng tâm tĩnh lặng). Mỗi buổi sáng chủ nhật, thiền đã được dạy cho công chúng.:661 Ngoài ra, các khóa tu đặc biệt được dẫn dắt bởi chính ông Luang Por Dhammajayo ở Doi Suthep. Một trong những hoạt động cốt lõi của ngôi chùa, kể từ khi thành lập, đã là buổi lễ 'tôn vinh chư Phật bằng thức ăn' (tiếng Thái: บูชาข้าวพระ) Tổ chức vào mỗi Chủ Nhật đầu tháng. Buổi lễ này rất quan trọng, mọi người từ khắp nơi trên đất nước đi bằng xe buýt tham gia, từ khu vực thành thị và nông thôn. Nó thường được dẫn dắt bởi chính bà Luang Por Dhammajayo, và cho đến khi bà qua đời, bởi Maechi Chandra Khonnokyoong quá. Theo các học viên của đền thờ, trong buổi lễ này, thức ăn được cung cấp cho chư Phật trong thiền định. Buổi lễ đã được một khía cạnh quan trọng của sự hấp dẫn của ngôi đền cho công chúng
Thông qua các giáo lý của đức Phật Luang Por Dhammajayo, Wat Phra Dhammakaya bắt đầu phát triển một cách tiếp cận quốc tế hơn cho giáo lý của mình, dạy thiền ở các quốc gia không phải Phật giáo như là một kỹ thuật trung lập tôn giáo thích hợp cho tất cả các tín ngưỡng, hay không.

### Vụ tranh cãi phép lạ và vụ kiện
Vào tháng 11 năm 1998, sau một buổi lễ được tổ chức tại Cetiya của đền, ngôi chùa báo cáo trong tờ rơi và báo chí quốc gia rằng một phép lạ (tiếng Thái: อัศจรรย์ตะวันแก้ว) Đã xảy ra tại Cetiya, được chứng kiến bởi hàng ngàn người. Phép lạ liên quan đến việc nhìn thấy một hình ảnh của một vị Phật hay của Luang Pu Sodh áp đặt lên mặt trời. Không lâu sau đó, các phương tiện truyền thông Thái Lan đã phản ứng rất quan trọng, dẫn đến cuộc tranh luận toàn quốc, rất mãnh liệt về tình trạng Phật giáo Thái Lan nói chung, và Wat Phra Dhammakaya nói riêng, kéo dài trong mười tháng bất thường. Các nhà phê bình tin rằng Wat Phra Dhammakaya, và Phật giáo Thái nói chung, đã trở thành quá nhiều của một doanh nghiệp thương mại (tiếng Thái: พุทธพานิช) Và đã trở nên hư hỏng; Các học viên và những tín đồ của đền thờ cho rằng truyền thống đang được theo sau.
Sự kiểm soát của truyền thông đã xấu đi khi năm 1999 và một lần nữa vào năm 2002, ông Luang Por Dhammajayo bị cáo buộc tội gian lận và biển thủ bởi các phương tiện truyền thông Thái Lan và sau đó là một số cơ quan chính phủ khi quyên góp đất. Wat Phra Dhammakaya đã phủ nhận điều này, nói rằng đó là ý định của các nhà tài trợ để giao đất cho vị sư trụ trì chứ không phải đền thờ. Sự phổ biến rộng rãi của các phương tiện truyền thông phủ định vào thời điểm này là triệu chứng của ngôi chùa đã được thực hiện là vật tế thần cho thương tích không thương mại trong cộng đồng Phật giáo Thái Lan sau cuộc khủng hoảng tài chính châu Á năm 1997.
Dưới áp lực của phản đối và phê bình của công chúng, tháng 1 năm 1999, Hội đồng Tối cao Sangha bắt đầu một cuộc điều tra về cáo buộc, dẫn đầu là Luang Por Đanavaro, Trưởng khu vực Bangkok. Hội đồng Tăng già tuyên bố rằng Wat Phra Dhammakaya đã không vi phạm bất kỳ tội nghiêm trọng nào đối với kỷ luật tu viện (Vinaya) là nguyên nhân gây ra (loại bỏ khỏi tu sĩ), nhưng bốn chỉ thị đã được ban cho ngôi đền để cải thiện: xây dựng một trường phái A-tì-đạt-ma, tập trung nhiều hơn Về thiền Vipassana, và tuân thủ nghiêm ngặt các quy định của các quy định Vinayaand của Hội đồng Tăng già. Luang Por Ñanavaro đã yêu cầu Ban Tôn giáo trợ giúp Luang Por Dhammajayo trả lại mảnh đất cho ngôi đền. Vị sư trụ trì tuyên bố ông sẵn sàng chuyển nhượng đất, nhưng điều này cần một thời gian, bởi vì nó đòi hỏi đàm phán với các nhà tài trợ ban đầu. Vào tháng Năm, ngôi chùa chưa di chuyển toàn bộ đất đai, một số điều đã xảy ra.
Trước hết, một bức thư đã bị rò rỉ trên báo chí do Thượng Phụ Tối cao (người đứng đầu cộng đồng tu viện Thái Lan ký). Điều này ngụ ý rằng Luang Por Dhammajayo đã phải tước đi vì ông đã không chuyển nhượng đất được tặng cho ngôi đền. Một cảnh báo đã đứng trước lá thư này, mà các quan chức chính phủ cho biết vẫn chưa được chuyển đến Hội đồng Tăng già và Chùa Wat Phra Dhammakaya. Tuyên bố này có một tác động rất lớn. Đáp lại, Bộ phận Tôn giáo đã buộc tội cáo buộc tội tham nhũng đối với vị sư trụ trì và trợ lý thân cận. Vào tháng 6, các công tố viên đã bắt đầu triệu tập Luang Por Dhammajayo, nhưng ông không thừa nhận những cáo buộc này, cho rằng sức khoẻ của ông đã xấu đi. Hơn nữa, đền thờ nhấn mạnh các quyền hợp pháp của các nhà sư theo hiến pháp, chỉ ra rằng sở hữu tài sản cá nhân là phổ biến và hợp pháp Tăng đoàn Thái Lan. Người phát ngôn và những người ủng hộ sự vô tội của đền thờ cũng đặt câu hỏi liệu thư của Tổ phụ không phải là giả mạo, hay không và mô tả phản ứng của Bộ và các phương tiện truyền thông như là "gây tranh cãi" và động cơ chính trị. Trong một bản tuyên bố được đăng trên nhiều tờ báo, ông Luang Por Dhammajayo tuyên bố rằng ông sẽ không xả rác dưới bất kỳ hoàn cảnh nào, nhưng "sẽ chết trong bộ áo choàng màu nâu". Khi chính Thủ tướng Chính phủ đã gây áp lực cho vị sư trụ trì thừa nhận những cáo buộc, đền thờ đã yêu cầu bảo đảm rằng vị sư trụ trì sẽ không bị giam giữ và do đó sẽ mất thời gian. Do đó đã bị trôi đi.Anh không có bảo đảm như vậy được đưa ra, một lệnh bắt giữ đi theo, và một sự xung đột bắt đầu giữa một lực lượng cảnh sát của hàng trăm, và hàng ngàn các học viên của đền thờ, trong đó nó cản trở lối vào của đền thờ. Sau hai ngày, ông Luang Por Dhammajayo đã đồng ý cho cảnh sát đưa ông ta khi được bảo đảm theo yêu cầu, và một thành viên Hội đồng Tăng già đe doạ sẽ đào thoát vị sư trụ trì nếu ông ta không đi cùng cảnh sát. Vị sư trụ trì đã được thẩm vấn trong ba giờ đồng hồ, nhưng không bị xáo trộn. Sau đó ông được thả ra với trị giá 2 triệu baht, vẫn trong cùng ngày. Tin tức đã làm tiêu đề trên toàn thế giới. Từ tháng mười trở đi, Luang Por Dhammajayo bắt đầu đi ra tòa.
Trong khi đó, ông Luang Por Dhammajayo bị đình chỉ làm hiệu trưởng, vì các phiên tòa vẫn tiếp tục và các đại biểu của ông Luang Por Dhammajayo tiếp tục quản lý ngôi chùa. Luang Por Dhammajayo đã bị ốm và nhập viện vì bị viêm họng và phổi. Các thử nghiệm tiến hành từ từ, vì các buổi điều trần bị trì hoãn vì những bằng chứng chưa sẵn sàng và do căn bệnh của trụ trì. Trong một cuộc phỏng vấn được tổ chức vào năm 1999, LP Dhammajayo nói rằng ông hiểu sự lo lắng của chính phủ đối với các phong trào Phật giáo với các cuộc tụ họp lớn, nhưng vẫn cảm thấy bối rối về những tranh cãi.

### Chiến dịch chống lại việc uống rượu và hút thuốc
Vào những năm 2000, ông Luang Por Dhammajayo bắt đầu tập trung nhiều hơn vào việc quảng bá lối sống đạo đức, sử dụng giới luật năm năm và làm nền móng. Người dân cả nước được khuyến khích bỏ thuốc lá và hút thuốc thông qua một chiến dịch mang tên The Lao Phao Buri (tiếng Thái: เทเหล้าเผาบุหรี่,Theo nghĩa đen: "vứt bỏ rượu và đốt thuốc lá") Hợp tác với các truyền thống tôn giáo khác. Dự án này đã đưa Tổ chức Y tế Thế giới (WHO) đưa ra giải thưởng Ngày Thế giới Không Thuốc lá cho Luang bằng Dhammajayo vào ngày 31 tháng 5 năm 2004. Nghỉ The Lao Phao Buri để bỏ thuốc lá và hút thuốc sau đó trở thành mô hình thực hành ở trường học và chính phủ Tổ chức. Chiến dịch của ngôi chùa được đưa lên những tầm cao mới khi năm 2005 công ty nước giải khát Thái uống đã công bố danh sách công khai trên TTCK Thái Lan, đây sẽ là danh sách lớn nhất trong lịch sử Thái Lan. Mặc dù có sự cố gắng của Văn phòng Quốc gia về Phật giáo (một cơ quan chính phủ) cấm các nhà sư phản đối, nhưng có tới hai nghìn nhà sư đã tổ chức tụng kinh văn Phật giáo ở phía trước Sở Giao dịch chứng khoán nhằm làm giảm sức ép buộc họ phải từ chối. Trong một nỗ lực hợp tác chưa từng có, đền thờ đã sớm được theo sau bởi cựu màu đen có thể nổi dậy lãnh đạo Chamlong Srimuang và phong trào Santi Asoke, cũng tổ chức phản kháng của họ. Sau đó, 122 tổ chức tôn giáo và xã hội khác đã tham gia, thuộc một số tôn giáo. Các tổ chức chính thức yêu cầu Thủ tướng Thaksin hợp tác để ngăn chặn công ty, trong đó một số nhà lãnh đạo phản đối mô tả là "một mối đe dọa nghiêm trọng đến sức khoẻ và văn hoá" của xã hội Thái Lan. Trong khi Sở Giao dịch Chứng khoán chỉ ra lợi ích kinh tế của việc niêm yết tại địa phương đầu tiên, các đối thủ đề cập đến tình trạng lạm dụng rượu trong xã hội Thái Lan, đứng thứ năm trong tiêu thụ rượu. Cuối cùng, các cuộc biểu tình dẫn đến việc hoãn vô thời hạn niêm yết của Sở Giao dịch Chứng khoán, như Thái Đồ uống đã chọn danh sách tại Singapore thay vào đó, và Giám đốc Sở Giao dịch Chứng khoán từ chức vì mất lợi nhuận.

### Lệ phí thu hồi
Năm 2006, các vụ kiện đang diễn ra kết thúc khi Tổng Chưởng lý rút lui các cáo buộc đối với Luang Por Dhammajayo. Ông tuyên bố rằng Luang Por Dhammajayo đã chuyển tất cả đất sang tên đền thờ, rằng ông đã sửa chữa các giáo lý của mình theo Tipitaka, rằng việc tiếp tục các trường hợp có thể tạo ra sự chia rẽ trong xã hội, và sẽ không có lợi cho lợi ích công cộng. Hơn nữa, bà Luang Por Dhammajayo đã giúp đỡ Tăng già, Chính phủ và khu vực tư nhân đáng kể trong việc tổ chức các hoạt động tôn giáo. Vị trí của Luang Por Dhammajayo như một vị tăng viện sau đó được phục hồi. Các nhà phê bình đặt câu hỏi liệu những cáo trạng này có bị rút lại vì ảnh hưởng chính trị của Thủ tướng Thaksin hay không.

### Các cuộc điều tra mới vào năm 2014
Sau cuộc đảo chánh, chính quyền đã bắt đầu một Hội đồng Cải cách Quốc gia để mang lại sự ổn định cho xã hội Thái Lan, mà chính quyền quân sự yêu cầu trước khi cuộc bầu cử có thể được tổ chức. Là một phần của hội đồng, một hội đồng đã bắt đầu cải cách tôn giáo Thái Lan. Hội đồng này do Paiboon Nititawan, một cựu thượng nghị sĩ đứng đầu đã đóng vai trò quan trọng trong cuộc đảo chánh. Được hỗ trợ bởi bộ máy quan liêu, quân đội và Cung điện Hoàng gia, Paiboon đã tìm cách giải quyết bất kỳ thiếu sót nào trong Tăng đoàn Thái Lan hàng đầu thông qua các biện pháp lập pháp. Ông đã tham gia cùng với Phra Suwit Dhiradhammo, một tu sĩ và cựu chiến binh, những người dẫn đầu các cuộc biểu tình đã dẫn đến cuộc đảo chính cũng như Mano Laohavanich, một tu sĩ của Wat Phra Dhammakaya, cũng là một thành viên của Hội đồng cải cách.Vào tháng 2 năm 2015, Paiboon Nititawan đã cố gắng mở lại trường hợp năm 1999 về cáo buộc biển thủ của Luang Por Dhammajayo. Somdet Chuang và các thành viên còn lại của Hội đồng Tăng già cũng tham gia vào việc này, vì họ bị buộc tội là không chú ý đến việc không đào bới Luang Por Dhammajayo. Hội đồng Tăng già đã xem xét lại những cáo buộc tham nhũng và gian lận, nhưng kết luận rằng ông Luang Por Dhammajayo đã không có ý phạm gian lận hoặc chiếm đoạt tài sản, và đã trả lại mảnh đất có liên quan. Trong khi đó, một số nhà trí thức và các nhà phân tích tin tức của Thái Lan đã chỉ ra rằng Paiboon, Phra Suwit và Mano đang lạm dụng chế độ kỷ luật Vinaya vì mục đích chính trị và thực sự không nhằm mục đích "thanh lọc" Phật giáo.
Trong một cuộc họp báo vào ngày 29 tháng 10 năm 2015, Bộ Điều tra đặc biệt (DSI), đối tác Thái Lan của FBI, cho biết các nhà điều tra của họ đã phát hiện ra rằng ông Supachai Srisuppa-aksorn, cựu chủ tịch Hiệp hội Liên minh Tín dụng Klongchan (KCUC) Đã có hành vi gian lận 878 kiểm tra trị giá 11,37 tỷ baht cho các cá nhân và tổ chức khác nhau, trong đó có một phần trị giá hơn một tỷ baht được truy tìm từ Wat Phra Dhammakaya, Luang Por Dhammajayo, và Quỹ Maharattana Ubasika Chan Khonnokyoong. Luang Por Dhammajayo thừa nhận đã nhận được sự đóng góp nhưng tuyên bố ông không biết số tiền thu được từ khi họ nhận được công khai. Năm 2015, trong một thỏa thuận bằng văn bản với hiệp hội tín dụng, những người ủng hộ đền thờ đã nuôi 684 triệu baht liên quan đến Wat Phra Dhammakaya để hiến tặng cho KCUC. Tuy nhiên, ngoài vấn đề bồi thường cho hiệp hội tín dụng, DSI đã nghi ngờ ngôi đền của họ đã dính líu vào việc biển thủ Supachai. Các chi phí đã được đặt bởi một khách hàng bị ảnh hưởng của công đoàn tín dụng, những người cảm thấy số tiền mà ngôi đền đã trở lại có quá nhiều dây gắn liền. Hơn nữa, DSI đã được áp lực bởi hội đồng cải cách.
Luang Por Dhammajayo đã được triệu tập để thừa nhận những cáo buộc về những lợi ích bất lợi và âm mưu rửa tiền tại các văn phòng của DSI. Theo người phát ngôn, để đi du lịch đến DSI sẽ có nghĩa là một nguy cơ cho đời sống của Luang Por Dhammajayo do huyết khối tĩnh mạch sâu của mình. Ngôi đền đã yêu cầu DSI để anh ta thừa nhận những cáo buộc của anh ta tại đền thờ, một yêu cầu DSI từ chối. Kết quả là DSI tìm kiếm một lệnh bắt giữ vì đã bỏ lỡ lệnh triệu tập. Các chuyên gia phân tích tin tức, các luật sư, các quan chức chính phủ hiện tại và cựu quan chức của hệ thống tư pháp Thái Lan, như Seripisut Temiyavet, đã đưa ra tuyên bố rằng DSI đã không xử lý vụ điều tra ngôi đền theo đúng thủ tục pháp lý. Người ta đặt câu hỏi tại sao DSI không cho phép vị trụ trì thừa nhận những cáo buộc ở đền thờ mà nhiều người cho là hợp pháp theo luật hình sự.
Tháng 6 năm 2016, DSI bước vào ngôi đền để đưa Luang Por Dhammajayo bị giam giữ. Sau khi tìm kiếm một thời gian, một số giáo dân đã tăng và ngăn cấm DSI tiếp tục tìm kiếm của họ. DSI, tránh đối đầu, rút lui. Các nhà phân tích tin rằng cơ quan thực thi pháp luật Thái Lan đã không thể bắt được thành công chùa trụ trì, vì sự phức tạp của địa hình của đền thờ, tính linh hoạt và số lượng của các học viên, và nguy cơ sắp xảy ra xung đột bạo lực. Một lý do khác được đưa ra bởi các nhà phân tích tin tức là mối quan tâm của chính phủ Thái Lan đối với những phản ứng dữ dội quốc tế có thể xảy ra từ các trung tâm quốc tế của Wat Phra Dhammaya. Trên thực tế, các tín đồ quốc tế đã kiến nghị lên Tòa Bạch Ốc và gặp các Nghị sĩ Hoa Kỳ liên quan đến vụ việc, trích dẫn các mối quan tâm về nhân quyền. Mặc dù các quan chức nhà thờ cho biết họ sẵn sàng hợp tác với cơ quan thực thi pháp luật nhưng chỉ yêu cầu DSI trao cho ông Luang Por Dhammajayo những cáo buộc của ông ta tại đền vì sức khoẻ của ông ta.
Để gây áp lực lên trụ trì, DSI đã đưa ra nhiều cáo buộc về ngôi đền. Tính đến tháng 2 năm 2017, chính quyền Thái Lan đã đưa ra hơn 300 cáo buộc khác nhau chống lại ngôi chùa và nền móng, bao gồm cả việc lấn chiếm rừng và bị cáo buộc xây dựng Ubosot bất hợp pháp vào những năm 1970. Trong khi thực thi pháp luật đang chịu áp lực ngày càng tăng để thực hiện công việc, thì những lời chỉ trích chống lại hoạt động cũng tăng lên, các phóng viên so sánh ngôi đền với Pháp Luân Công ở Trung Quốc hoặc Phong trào Người Tái chế từ Thổ Nhĩ Kỳ.
Tháng 2 năm 2017, nhà lãnh đạo chính quyền Prayuth đã công bố một sắc lệnh đặc biệt sau phần 44 gây tranh cãi của hiến pháp lâm thời, được các nhà phê bình gọi là "đạo luật độc tài" để thực thi luật pháp một loạt các quyền hạn để đưa Luang Por Dhammajayo tạm giữ. Nghị định này bao gồm việc tuyên bố ngôi đền là khu vực hạn chế mà không ai có thể tiếp cận hoặc bỏ đi mà không có sự cho phép của chính quyền, và một lực lượng đặc nhiệm phối hợp gồm 4000 người của DSI, cảnh sát và quân đội bao vây và tìm kiếm đền thờ. Ngôi đền cho thấy ít kháng chiến và tuân thủ với việc tìm kiếm. Mặc dù đã tìm kiếm mọi phòng và xây dựng trong đền thờ, các nhà chức trách đã không rút lui, và ra lệnh cho hàng ngàn người không phải là người đền thờ rời khỏi đền thờ. Người phát ngôn của đền thờ đã phản ứng mạnh mẽ, phản đối ngôi chùa đã hợp tác trọn vẹn, và nói rằng các học viên đang ở đó là nhân chứng cho bất kỳ hành động sai trái nào từ chính quyền. Mặc dù các nhân viên đền thờ đã không vũ trang, họ đã cố gắng để đẩy qua lực lượng đặc nhiệm và một thỏa thuận đã được môi giới để cho phép người giáo dân đến trong đền thờ.
Vào ngày 10 tháng 3 năm 2017, một thỏa thuận đã được thực hiện cho phép các nhà chức trách tìm kiếm ngôi đền một lần nữa với điều kiện là các đại diện của Ủy ban Nhân quyền và các phóng viên tin tức đã được phép chứng kiến việc tìm kiếm. Một lần nữa, các nhà chức trách không thể tìm được vị sư trụ trì, kết quả là chính quyền quân nhân chấm dứt cuộc vây hãm đền thờ 3 tuần, tuy nhiên điều 44 vẫn còn có hiệu lực. Chi phí của hoạt động 23 ngày ước tính khoảng 100 triệu baht.
Việc khóa chặt đã dẫn đến một cuộc tranh luận sôi nổi về điều 44. Bài báo được nêu ra như là một ví dụ về tính bất hợp pháp của nhà cầm quyền và phương tiện bất công, bởi đền thờ và nhiều nhà phê bình khác. Trong khi những người đề xuất chỉ ra rằng tất cả sẽ được hoàn thành nếu ông Luang Por Dhammajayo chỉ tự cho mình để thừa nhận những cáo buộc, các nhà phê bình đã chỉ ra rằng Luang Por Dhammajayo sẽ bị bỏ tù và giam cầm nếu bị bắt giam. Nhiều phóng viên cũng đặt câu hỏi về tính thiết thực của việc sử dụng Điều 44 và sử dụng rất nhiều nguồn lực để bắt giữ một người để thẩm vấn một tội ác bất bạo động và chỉ ra khả năng tồn tại của việc cố gắng anh ta vắng mặt để xác định tội lỗi đầu tiên. Chính phủ của chính quyền đã tuyên bố ý định của họ không chỉ để tìm kiếm Luang Por Dhammajayo, mà còn để thay thế lãnh đạo đền thờ và "cải cách" ngôi đền.

## Giáo dục
Cách tiếp cận của đạo Phật Luang Por Dhammajayo nhằm kết hợp cả cuộc sống khổ hạnh và thiền, cũng như đạo đức cá nhân hiện đại và sự thịnh vượng xã hội. Luang Por Dhammajayo thường sử dụng từ ngữ tích cực để mô tả Niết bàn. Ngoài sự thật, những lời lưu ý mà Wat Phra Dhammakaya thường mô tả Niết bàn như là hạnh phúc tối cao, và lập luận rằng điều này có thể giải thích tại sao thực hành thiền Dhammakaya rất phổ biến. Trong các bài giảng về cách thiền có thể giúp cải thiện sức khoẻ và chất lượng cuộc sống hiện đại, ngôi đền có thể được so sánh với goenka. Sự nhấn mạnh của đền thờ về thiền được diễn tả bằng nhiều cách. Bộ dụng cụ thiền được bán tại các cửa hàng xung quanh ngôi chùa, và mỗi buổi tập hợp được tổ chức bởi ngôi đền sẽ có một thời gian để thiền định. Ngôi đền nhấn mạnh đến tính hữu ích của việc thiền định trong một nhóm, và các thiền định công cộng có ảnh hưởng mạnh mẽ đến tâm trí của các học viên.
Luang Por Dhammajayo bị ảnh hưởng nặng nề bởi Maechi Chandra Khonnokyoong trong các giáo lý của ông ta. Ngài đã biến phương pháp thiền Dhammakaya thành "một hướng dẫn sống" (McDaniel), nhấn mạnh sự sạch sẽ, trật tự và yên tĩnh, như một đạo đức của chính nó, và như một cách để hỗ trợ thực hành thiền định. Ngắn gọn, sự xuất hiện của ngôi chùa là có trật tự, và có thể được miêu tả là "một thẩm mỹ đương đại" (scott), cuốn hút người học viên, đặc biệt là tầng lớp trung lưu ở Bangkok hiện đại. Các học viên cũng được khuyến khích giữ mọi thứ gọn gàng và sạch sẽ, thông qua các hoạt động dọn dẹp có tổ chức. Một đạo đức công việc mạnh mẽ được quảng bá thông qua các hoạt động này, trong đó tác phẩm được nhiều người coi là có giá trị và hiệu quả nhất.
Wat Phra Dhammakaya có một tầm nhìn về một xã hội lý tưởng tương lai. Ngôi chùa nhấn mạnh rằng việc ứng dụng hàng ngày của Phật giáo sẽ dẫn dắt người tu và xã hội đến sự thịnh vượng và hạnh phúc trong cuộc sống này và kế tiếp, và ngôi đền mong muốn có một sự cam kết cao với hiệu quả đó. Qua các hoạt động thiền, các hoạt động gây quỹ và công tác tình nguyện, ngôi chùa nhấn mạnh Làm ra công đức, và giải thích làm thế nào thông qua pháp luật của cải thiện nghiệp tạo ra quả của nó, trong thế giới này và kế tiếp. Lý tưởng cho như là một hình thức xây dựng nhân vật được thể hiện trong văn hóa của ngôi đền với những từ Cittam me, có nghĩa là "Tôi chiến thắng", đề cập đến việc vượt qua các phiền não bên trong (Pali: kilesa).
Vào năm 2012, ngôi đền đã phát sóng cuộc nói chuyện của Luang Por Dhammajayo về những gì đã xảy ra với Steve Jobs sau khi ông qua đời. Cuộc nói chuyện đến như một câu trả lời cho một kỹ sư phần mềm của Apple, người đã gửi một lá thư với câu hỏi đến trụ trì. Luang Por Dhammajayo mô tả Steve Jobs trông như thế nào trên thiên đường. Ông nói rằng Jobs đã được tái sinh như Adeva sống gần các văn phòng cũ của ông, như là kết quả của nghiệp lực của việc cung cấp kiến thức cho người dân. Ông là một deva với một tính khí sáng tạo, nhưng tức giận. Cuộc nói chuyện đã bị chỉ trích rất nhiều, và vị sư trụ trì đã bị cáo buộc giả vờ đạt được một trạng thái thiền định cao cấp và cố gắng làm sáng tỏ hơn các đền thờ khác. Đền đã trả lời những người chỉ trích, nói rằng cuộc nói chuyện nhằm minh họa luật nghiệp, chứ không phải để làm mất danh dự công việc, cũng không giả mạo một trạng thái tiên tiến.

## Sự công nhận
Vào năm 1994, LP Dhammajayo nhận được bằng danh dự của Đại học Mahachulalongkornrajavidyalaya. Năm 2013, kỷ niệm Phật giáo thế giới năm 2007, WBSY đã trao Giải Nobel Hòa bình cho LP Dhammajayo tại cuộc họp WBSY lần thứ ba của họ nhằm công nhận công trình của ông trong việc phổ biến Phật giáo trong hơn ba mươi năm. Các giải thưởng khác đã được trao cho LP Dhammajayo là Phuttha-khunupakan Award của Hạ viện được công nhận vì đã mang lại lợi ích cho Phật giáo (2009) Và Giải thưởng Lãnh đạo Thế giới của Văn phòng Đạo Phật Quốc gia (2014).
Phrathepyanmahamuni là danh hiệu thứ ba dành cho Gia đình Hoàng gia Thái Lan vì sự đóng góp của ông đối với công trình Phật giáo ở Thái Lan.
Danh sách các danh hiệu tôn giáo được trao cho ông như sau:
| Tên                   | Date of Award |
| --------------------- | ------------- |
| Phrasudharmayanathera | 1991          |
| Phrarajbhavanavisudh  | 1996          |
| Phrathepyanmahamuni   | 2011          |

Vào tháng 3 năm 2017, Vua Rama X đã chấp thuận yêu cầu của nhà cầm quyền quân sự loại bỏ danh hiệu Luang Por Dhammajayo vì không thừa nhận những cáo buộc.

## Reference
1. ↑  ตั้ง 'พระสมบุญ' นั่งรักษาการเจ้าอาวาสธรรมกาย [Phra Somboon to be named acting abbot of Dhammakaya]]. Bangkok Biz News (bằng tiếng Thái). The Nation Group. ngày 9 tháng 12 năm 2016. Truy cập ngày 13 tháng 2 năm 2017. {{Chú thích báo}}: |script-title= không hợp lệ: thiếu tiền tố (trợ giúp)
2. ↑  เจ้าคณะจ.ปทุมธานี ปลด 'ธัมมชโย' พ้นเจ้าอาวาส วัดพระธรรมกาย [Head of Region Patumthani removes Dhammajayo from abbot Wat Phra Dhammakaya]. Voice TV. Bản gốc lưu trữ ngày 20 tháng 12 năm 2016. Truy cập ngày 9 tháng 12 năm 2016. {{Chú thích báo}}: |script-title= không hợp lệ: thiếu tiền tố (trợ giúp)
3. ↑  McDaniel, Justin (2006). "Buddhism in Thailand: Negotiating the Modern Age". Trong Berkwitz, Stephen C (biên tập). Buddhism in World Cultures: Comparative Perspectives. ABC-CLIO. ISBN 978-1-85109-782-1.
4. 1 2  Tawandhamma Foundation (2007) The Sun of Peace (Bangkok: New Witek)
5. ↑  Taylor, J. L. (ngày 10 tháng 2 năm 2009). "Contemporary Urban Buddhist 'Cults' and the Socio-Political Order in Thailand". Mankind. Quyển 19 số 2. tr. 112–25. doi:10.1111/j.1835-9310.1989.tb00100.x.
6. 1 2 3  Fuengfusakul, Apinya (1998).  ศาสนาทัศน์ของชุมชนเมืองสมัยใหม่: ศึกษากรณีวัดพระธรรมกาย [Religious Propensity of Urban Communities: A Case Study of Phra Dhammakaya Temple] (published Ph.D.). Buddhist Studies Center, Chulalongkorn University. {{Chú thích luận văn}}: |script-title= không hợp lệ: thiếu tiền tố (trợ giúp)
7. ↑  Dhammakaya Foundation (2005). Second to None: The Biography of Khun Yay Maharatana Upasika Chandra Khonnokyoong (PDF). Bangkok: Dhammakaya Foundation. tr. 83. Bản gốc (PDF) lưu trữ ngày 19 tháng 8 năm 2016. Truy cập ngày 9 tháng 3 năm 2017.
8. ↑  Dhammakaya Foundation (2010). World Peace Lies Within. Bangkok: Mark Standen Publishing.
9. ↑  ความไม่ชอบมาพากล กรณีสั่งพักตำแน่งเจ้าอาวาสวัดพระธรรมกาย [Suspicious: the case of the removal of Wat Phra Dhammakaya's abbot]. Dokbia Thurakit (bằng tiếng Thái). ngày 20 tháng 12 năm 1999. tr. 8. Truy cập ngày 15 tháng 12 năm 2016. {{Chú thích báo}}: |script-title= không hợp lệ: thiếu tiền tố (trợ giúp)
10. ↑  Dhammakaya Foundation (1996). The Life & Times of Luang Phaw Wat Paknam (PDF). Bangkok: Dhammakaya Foundation. tr. 106. ISBN 978-974-89409-4-6. Bản gốc (PDF) lưu trữ ngày 19 tháng 4 năm 2016. Truy cập ngày 9 tháng 3 năm 2017.
11. ↑  ธรรมกาย..."เรา คือ ผู้บริสุทธิ์" ผู้ใดเห็นธรรม ผู้นั้นเห็นเราตถาคต [Dhammakaya: "We are innocent.", "He who sees the Dhamma, sees me, the Tathagata"]. Dokbia Thurakit (bằng tiếng Thái). ngày 15 tháng 3 năm 1999. tr. 5. Truy cập ngày 12 tháng 12 năm 2016 – qua Matichon E-library. {{Chú thích báo}}: |script-title= không hợp lệ: thiếu tiền tố (trợ giúp)
12. ↑  Rajakaruna, J. (ngày 28 tháng 2 năm 2008). "Maha Dhammakaya Cetiya where millions congregate seeking inner peace". Daily News (Sri Lanka). Lake House.
13. ↑  เส้นทางพระธรรมกาย [The path of Wat Phra Dhammakaya]. Thai Post. ngày 6 tháng 12 năm 1998 – qua Matichon E-library. {{Chú thích báo}}: |script-title= không hợp lệ: thiếu tiền tố (trợ giúp)
14. ↑  Na Songkhla, N. (1994). Thai Buddhism Today: Crisis? in: Buddhism Into the Year 2000. Khlong Luang, Patumthani: Dhammakaya Foundation. tr. 115–6. ISBN 9748920933.
15. ↑  Falk, Monica Lindberg (2007). Making fields of merit: Buddhist female ascetics and gendered orders in Thailand. Copenhagen: NIAS Press. ISBN 978-87-7694-019-5.
16. ↑  McDaniel, Justin (2010). "Buddhists in Modern Southeast Asia". Religion Compass. Quyển 4 số 11. Blackwell Publishing.
17. ↑  Bechert 1997, tr. 176.
18. ↑  Snodgrass, Judith (2003). "Building Thai Modernity: The Maha Dhammakaya Cetiya". Architectural Theory Review. Quyển 8 số 2. doi:10.1080/13264820309478494.
19. ↑  Swearer, Donald K. (1991). "Fundamentalistic Movements in Theravada Buddhism". Trong Marty, M.E.; Appleby, R.S. (biên tập). Fundamentalisms Observed. The Fundamentalism Project. Quyển 1. Chicago; London: University of Chicago Press.

## Publications
- Luang Por Dhammajayo (2007) Pearls of Inner Wisdom: Reflections on Buddhism, Peace, Life and Meditation (Singapore: Tawandhamma Foundation)] ISBN 978-981-05-8521-1
- Luang Por Dhammajayo (2007) Tomorrow the World Will Change: A Practice for all Humanity (Singapore: Tawandhamma Foundation) ISBN 978-981-05-7757-5
- Luang Por Dhammajayo (2008) Journey to Joy: The Simple Path Towards a Happy Life (Singapore: Tawandhamma Foundation) ISBN 978-981-05-9637-8
- Luang Por Dhammajayo (2008) Lovely Love (Singapore: Tawandhamma Foundation) ISBN 978-981-08-0044-4
- Monica Oien (2009) Buddha Knows: An Interview With Abbot Dhammajayo On Buddhism (Patumthani: Tawandhamma Foundation)
- Luang Por Dhammajayo (2011) At Last You Win (Patumthani: Dhammakaya Foundation) ISBN 978-616-7200-15-6
- Luang Por Dhammajayo (2014) Beyond Wisdom (Patumthani: Dhammakaya Foundation) ISBN 978-616-7200-53-8

## Biographies
- Tawandhamma Foundation (2007) The Sun of Peace (Bangkok: New Witek) ISBN 978-974-88547-9-3
- John Hoskin and Robert Sheridan (2010) World Peace Lies Within: One Man's Vision (Bangkok: Mark Standen Publishing) ISBN 978-616-7200-040